# Turneul de tenis din Maroc
Turneul de tenis de la Maroc sau Maroc Open sau Rabat Grand Prix este un turneu de tenis profesionist feminin desfășurat în prezent la Rabat, Maroc. Este singurul turneu WTA organizat în Africa.

## Rezultate

### Simplu
| Oraș gazdă | An         | Campioană                              | Finalistă                              | Scor                                   |
| ---------- | ---------- | -------------------------------------- | -------------------------------------- | -------------------------------------- |
| Casablanca | 2001       | Zsófia Gubacsi                         | Maria Elena Camerin                    | 1–6, 6–3, 7–6(7–5)                     |
| Casablanca | 2002       | Patricia Wartusch                      | Klára Koukalová                        | 5–7, 6–3, 6–3                          |
| Casablanca | 2003       | Rita Grande                            | Antonella Serra Zanetti                | 6–2, 4–6, 6–1                          |
| Casablanca | 2004       | Émilie Loit                            | Ľudmila Cervanová                      | 6–2, 6–2                               |
| Rabat      | 2005       | Nuria Llagostera Vives                 | Zheng Jie                              | 6–4, 6–2                               |
| Rabat      | 2006       | Meghann Shaughnessy                    | Martina Suchá                          | 6–2, 3–6, 6–3                          |
| Fes        | 2007       | Milagros Sequera                       | Aleksandra Wozniak                     | 6–1, 6–3                               |
| Fes        | 2008       | Gisela Dulko                           | Anabel Medina Garrigues                | 7–6(7–2), 7–6(7–5)                     |
| Fes        | 2009       | Anabel Medina Garrigues                | Ekaterina Makarova                     | 6–0, 6–1                               |
| Fes        | 2010       | Iveta Benešová                         | Simona Halep                           | 6–4, 6–2                               |
| Fes        | 2011]      | Alberta Brianti                        | Simona Halep                           | 6–4, 6–3                               |
| Fes        | 2012       | Kiki Bertens                           | Laura Pous Tió                         | 7–5, 6–0                               |
| Marrakesh  | 2013       | Francesca Schiavone                    | Lourdes Domínguez Lino                 | 6–1, 6–3                               |
| Marrakesh  | 2014       | María Teresa Torró Flor                | Romina Oprandi                         | 6–3, 3–6, 6–3                          |
| Marrakesh  | 2015       | Elina Svitolina                        | Tímea Babos                            | 7–5, 7–6(7–3)                          |
| Rabat      | 2016       | Timea Bacsinszky                       | Marina Erakovic                        | 6–2, 6–1                               |
| Rabat      | 2017       | Anastasia Pavliucenkova                | Francesca Schiavone                    | 7–5, 7–5                               |
| Rabat      | 2018       | Elise Mertens                          | Ajla Tomljanović                       | 6–2, 7–6(7–4)                          |
| Rabat      | 2019       | Maria Sakkari                          | Johanna Konta                          | 2–6, 6–4, 6–1                          |
| Rabat      | 2020- 2021 | Anulat din cauza pandemiei de Covid-19 | Anulat din cauza pandemiei de Covid-19 | Anulat din cauza pandemiei de Covid-19 |
| Rabat      | 2022       | Martina Trevisan                       | Claire Liu                             | 6–2, 6–1                               |
| Rabat      | 2023       | Lucia Bronzetti                        | Julia Grabher                          | 6–4, 5–7, 7–5                          |
| Rabat      | 2024       | Peyton Stearns                         | Mayar Sherif                           | 6–2, 6–1                               |
| Rabat      | 2025       | Maya Joint                             | Jaqueline Cristian                     | 6–3, 6–2                               |

### Dublu
| Oraș gazdă | An         | Campioane                                       | Finaliste                                 | Scor                                   |
| ---------- | ---------- | ----------------------------------------------- | ----------------------------------------- | -------------------------------------- |
| Casablanca | 2001       | Åsa Svensson Lubomira Bacheva                   | María Emilia Salerni María José Martínez  | 6–3, 6–7(4–7), 6–1                     |
| Casablanca | 2002       | Patricia Wartusch Petra Mandula                 | Gisela Dulko Conchita Martínez Granados   | 6–2, 6–1                               |
| Casablanca | 2003       | María Emilia Salerni Gisela Dulko               | Olena Tatarkova Henrieta Nagyová          | 6–3, 6–4                               |
| Casablanca | 2004       | Marion Bartoli Émilie Loit                      | Katarina Srebotnik Els Callens            | 6–4, 6–2                               |
| Rabat      | 2005       | Émilie Loit (2) Barbora Strýcová                | Lourdes Domínguez Nuria Llagostera Vives  | 3–6, 7–6(7–5), 7–5                     |
| Rabat      | 2006       | Yan Zi Zheng Jie                                | Ashley Harkleroad Bethanie Mattek         | 6–1, 6–3                               |
| Fes        | 2007       | Sania Mirza Vania King                          | Andreea Ehritt-Vanc Anastasia Rodionova   | 6–1, 6–2                               |
| Fes        | 2008       | Sorana Cîrstea Anastasia Pavliucenkova          | Alisa Kleybanova Ekaterina Makarova       | 6–2, 6–2                               |
| Fes        | 2009       | Alisa Kleybanova Ekaterina Makarova             | Sorana Cîrstea Maria Kirilenko            | 6–3, 2–6, [10–8]                       |
| Fes        | 2010       | Iveta Benešová Anabel Medina Garrigues          | Lucie Hradecká Renata Voráčová            | 6–3, 6–1                               |
| Fes        | 2011       | Andrea Hlaváčková Renata Voráčová               | Nina Bratchikova Sandra Klemenschits      | 6–3, 6–4                               |
| Fes        | 2012       | Petra Cetkovská Alexandra Panova                | Irina-Camelia Begu Alexandra Cadanțu      | 3–6, 7–6(7–5), [11–9]                  |
| Marrakesh  | 2013       | Tímea Babos Mandy Minella                       | Petra Martić Kristina Mladenovic          | 6–3, 6–1                               |
| Marrakesh  | 2014       | Garbiñe Muguruza Romina Oprandi                 | Katarzyna Piter Maryna Zanevska           | 4–6, 6–2, [11-9]                       |
| Marrakesh  | 2015       | Tímea Babos (2) Kristina Mladenovic             | Laura Siegemund Maryna Zanevska           | 6–1, 7–6(7–5)                          |
| Rabat      | 2016       | Xenia Knoll Aleksandra Krunić                   | Tatjana Maria Raluca Olaru                | 6–3, 6–0                               |
| Rabat      | 2017       | Tímea Babos (3) Andrea Hlaváčková (2)           | Nina Stojanović Maryna Zanevska           | 2–6, 6–3, [10–5]                       |
| Rabat      | 2018       | Anna Blinkova Raluca Olaru                      | Georgina García Pérez Fanny Stollár       | 6–4, 6–4                               |
| Rabat      | 2019       | María José Martínez Sánchez Sara Sorribes Tormo | Georgina García Pérez Oksana Kalashnikova | 7–5, 6–1                               |
| Rabat      | 2020- 2021 | Anulat din cauza pandemiei de Covid-19          | Anulat din cauza pandemiei de Covid-19    | Anulat din cauza pandemiei de Covid-19 |
| Rabat      | 2022       | Eri Hozumi Makoto Ninomiya                      | Monica Niculescu Alexandra Panova         | 6–7(7–9), 6–3, [10–8]                  |
| Rabat      | 2023       | Sabrina Santamaria · Yana Sizikova              | Ingrid Gamarra Martins · Lidziya Marozava | 3–6, 6–1, [10–8]                       |
| Rabat      | 2024       | Irina Khromacheva Yana Sizikova (2)             | Anna Danilina Xu Yifan                    | 6–3, 6–2                               |
| Rabat      | 2025       | Maya Joint Oksana Kalashnikova                  | Angelica Moratelli Camilla Rosatello      | 6–3, 7–5                               |